# Депатологизација хомосексуалности
Депатологизација хомосексуалности је приказ актуелних светских трендова депатологизације идентитета хомосексуалних и транссексуалних особа што представља један од суштинских начина заштите људских права особа тог идентитетског статуса. Родно различите особе су широм света изложене различитим облицима ускраћивања њихових основних људских права, што је најчешће базирано и оправдавано концептом хомосексуалности као болести. Савремена схватања здравствене заштите хомосексуалаца укинула је модел психијатријске заштите афирмацијом приступа који се базира на саветовању и личном одлучивању о питањима сопственог идентитета. Један од неопходних корака било је и издавање личних идентитетских докумената, за неке трансексуалне особе и без операције, мада је у многим земљама укључујући и Србију ради депатологизације неопходан даљи рад на законској регулативи хомосексиалног идентитета и усвајање посебног законског акта базираног на принципима депатологизације и самоодређења, какав је понуђени Модел закона о родном идентитету и правима интерсекс особа.
Процес депатологизације хомосексуалности у неколико деценија у другој половини 20. века прошао је кроз неколико великих промена, а главни фактор који је утицао на измену става међу психијатрима била је активност геј активиста. Такође су била важна и: истраживања изван психијатрије (сексолошка, психолошка, антрополошка и биолошка), мишљења неких лекара који су доводили у питање традиционални приступ хомосексуалности, растућа антипсихијатрија и утицај млађе генерације психијатара .
Геј активисти су, кроз разне облике друштвеног протеста, извршили притисак на псијатријску заједницу и пре свега на одбор Америчког психијатријског удружења како би променили став психијатрије .
Препознајући тадашње психијатријске теорије као главни узрок друштвене стигме које су хомосексуалци желели да поремене ток годишњих састанака Америчког удружења психијатара 1970. и 1971. године, а онда, у годинама од 1971. до 1973. године, све учесталију су званичним разговори хомосексуалаца са психијатрима.
Након жустрих разговора и вербалних сукоба између психијатара и хомосексуалаца о промени заузетог става психијатара према хомосексуалности наведеном у првом из 1952. и другом издању из 1968. године Дијагностичког и статистичког приручника за менталне поремећаје (ДСМ) Америчко удружење психијатара (АПА), по коме је хомсексуалност класификована као сексуална девијација, сврстна у "парафилију".
Разговори су дали делимичне резултате и у децембру 1973. године, Одбор Америчког психијатријског удружења (АПА) гласао је за уклањање хомосексуалности из Дијагностичког и статистичког приручника за менталне поремећаје (ДСМ) и извршила замену термина сексуална девијација у термин поремећај сексуалне оријентације.
Следили су нови притисци и дебата и у априлу 1974. донета је нова одлука Одбора Америчко удружење психијатара коју је на референдуму подржало је 58% чланова Друштва са правом гласа, да се прво у ДСМ-3 хомосексуалност модификује у "его-дистоничну хомосексуалност", пре него што је коначно избацио хомосексуалност као болест из ДСМ-3-Р (и наредних издања).
Данас постоји научни консензус да је хомосексуалност нормална варијанта људске сексуалности, што потврђују изјаве бројних научних организација, укључујући и Светску здравствену организацију, Светско психијатријско удружење, Панамеричку здравствену организација, Америчко психијатријско удружење, Америчко психолошко удружење, Америчко психоаналитичко удружење и Америчко медицинско удружење.

## Историја

### Догађаји у периоду од 1970. до 1971.

#### Састанак АПА у Сан Франциску
Након што су Сједињене Државе напале Камбоџу у мају 1970. године, студенти Универзитета у Кенту запалили су зграду за обуку официра резервног корпуса. Као одговор на овај напад, војници Националне гарде су усмртили 4 учесника и повредили још неколико. Након протеста у земљи, геј активисткиње и феминисткиња, искористиле су ове протесте и покушале да поремете годишњи састанак Америчког удружења психијатара (Акроним АПА) у Сан Франциску, и током панела о хомосексуалности и транссексуалности  Irving-у Bieber-у су нанете тешке увреде.

Следећи догађаји су се одиграли у просторији у којој је одржана трибина о сексуалности на којој је било присутно на стотине лекара. Дошло је до вербалних сукоба између активисткиња, феминисткиња и психијатра. Штавише, демонстранти су им одузели микрофоне, преко којих су затим артикулисали своје захтеве: 
Престаните да причате о нама и почните да разговарате са нама и Слушали смо вас, сада ви нас слушајте.
Већина психијатара је напустила просторију, а један од лекара позвао је полицију и тражио да пуцају у демонстранте. Они који су остали у сали морали су да слушају геј активисте који су дефинисали психијатрију као оруђе угњетавања и мучења .
Упућивање позива геј активистим од стране Кента Робинсона
Након овог догађаја у Сан Франциску психијатар Кент Робинсон састао се са Larry-јем Littlejohn-ом, једним од активиста који су упали на састанак психијатра. Робинсон је сазнао да геј активисти желе да присуствују следећем конгресу Америчког удружења психијатара. Пристао је да њихов захтев пренесе руководиоцима Друштва. John Ewing, председник Програмског одбора, сложио се када га је Робинсон упозорио да би одбијањем ризиковали додатно ометање састанка. Кент Робинсон није познавао ниједног психијатра хомосексуалца, а правила АПА конвенције су говорила да председавајући предложене сесије мора бити психијатар, он се сам пријавио за ту позицију. На препоруку Larry Littlejohn-а Робинсон је контактирао Франка Каменија, најпознатијег геј активисту у Вашингтону и позове њега и друге активисте на АПА конвенцију.

#### Напад Геј ослободилачког фронта на научној конференцији у Лос Анђелесу
Тих година, психијатри који су држали јавна предавања о хомосексуалности као болести могли су очекивати да их дочекају демонстрације хомосексуалних активиста и да виде летке који их осуђују и ускраћују им право да говоре. Цркве и бројни медији такође су постали мета напада хомосексуалног покрета .
У октобру 1970. године, припадници Геј ослободилачког фронта напали су учеснике научне конференције о бихевиоралној терапији у Лос Анђелесу. Током приказивања видео снимка који приказује технике лечења хомосексуалности, чули су се гласови активиста који су вриштали узвикујући "средњовековна тортура" и "варварство". Када је један од научника покушао да одбрани технике приказане у филму, демонстранти су га озбиљно увредили.

#### Конгрес АПА у Вашингтону
Упркос позиву на конвенцију АПА, геј активисти су одлучили да поново уздрмају психијатрију. Frank Kameny, плашећи се слабости и релативног конзервативизма сопствене организације из Вашингтона, обратио се активистима из Геј ослободилачког фронта и Геј активистичке алијансе. Чланови три хомосексуалне организације удружили су снаге и пажљиво планирали напад.
Напад се догодио у мају 1971. године на састанку Америчког психијатријског удружења у хотелу  Shoreham у Вашингтону. Гејеви и антиратни активисти упали су на конвенцију. Раније су демонстранти против Вијетнамског рата блокирали све мостове до града, а геј активисти блокирали су противпожарна врата која су водила до сазива. Док је био у овој просторији, Frank Kameny, је зграбио микрофон и обратио се лекарима: Психијатрија је наш инкарнирани непријатељ. Психијатрија је објавила немилосрдни рат да нас истреби. Можете то сматрати објавом рата против вас .
На званичном састанку коме су присуствовали хомосексуални активисти, Frank Kameny, је заузео нежнију позу. Панел дискусија се звала Животни стилови хомопексуалаца који нису пацијенти . Активисти су тврдили да им није потребна терапија . Larry Littlejohn је рекао: "Верујем да је хомосексуални начин живота за људе који желе да живе овако леп и да га треба ценити." И садржај и тон касније расправе сугерисали су да је свако ко се успротивио присуству геј активиста или одустао од седнице или је био приморан да ћути. Само један од присутних психијатара усудио се да их критикује рекавши да, супротно њиховим тврдњама, нису сви чланови АПА. Активисти су на то одговорили позивом психијатрима да разбију монопол над лекарима који на хомосексуалност гледају као на поремећај.
На крају састанка, Frank Kameny и  Larry Littlejohn су обавестили Кента Робинсона да желе представити члановима Одбора за именовање Америчког психијатријског удружења своје захтеве за уклањање хомосексуалности из класификације менталних поремећаја. На брзину је договорен њихов састанак са Робертом Кембелом, који је на њему обећао да ће њихову поруку пренети својим колегама.

#### Прва најава промена у ДСМ
Крајем 1971. године, Радна група Америчког психијатријског удружења за социјална питања препоручила је разматрање укључивања хомосексуалности у ДСМ класификацију. Након што је примио ову препоруку, Хенри Брил, председник Одбора за номенклатуру, написао је да његов одбор има мишљења...
...да хомосексуално понашање није нужно знак менталног поремећаја и да дијагностички приручник (ДСМ) то треба да одражава.

### Догађаји из 1972.

#### Дебата у Међународно психијатријском часопису
У марту 1972, научни часопис  International Journal of Psychiatry објавио је чланак хомосексуалност као ментална болест аутора Ричарда Грина. Према његовим речима, нема доказа који би поткрепили тврдњу да је хомосексуалност ментална болест. Неколико научника одговорило је на Гринов рад. Judd Marmor и Martin Hoffman изразили су јасну и недвосмислену подршку ставу... да патологизација хомосексуалности није ништа друго до морални суд прерушен у научни језик. С друге стране, Natomiast Charles Socarides и Lawrence Hatterer бранили су ваљаност ДСМ класификације која хомосексуалност гтретира као поремећај.

#### АПА конвенција у Даласу
У мају 1972. године у Даласу је одржана годишња конвенција Америчког удружења психијатара. Панел за дискусију био је: Психијатрија - пријатељ или непријатељ хомосексуалцима, у коме су учествовали геј активиста Frank Kameny, лезбејска активисткиња Барбара Гитингс и хомосексуалац психијатар John Fryer, који се као доктор Х. Анонимус појавио са бујном периком и гуменом маском на глави, неколико величина превеликом смокингу и са микрофоном који искривљује глас. Његово признање: Ја сам хомосексуалац. Ја сам психијатар шокирао је друге лекаре. John Fryer је говорио о дискриминацији геј психијатара, о њиховом сталном страху и прикривању своје сексуалне оријентације. Причао је о групи коју су чинили хомосексуални чланови АПА у завери под именом Геј-ПА. Током свог говора, он је такође најавио да ће на конгресу бити више од стотину хомосексуалаца психијатара, позивајући их да пронађу начине како би помогли да се промени став људи према хомосексуалности.
Kameny и Gittings, осим што су учествовали на панелу, организовали су и изложбу Геј, поносни и здрави: Хомосексуална заједница говори. На изложби су представљене фотографије геј и лезбејских парова и материјал на ту тему по избору покрета за ослобађање хомосексуалаца.
Према Kameny-ијевом сазнању, ово је била прва конвенција Америчког психијатријског удружења на којој нису представљени чланци који описују хомосексуалност као болест.

#### Конгрес Удружења за развој бихевиоралне терапије
У октобру је у Њујорку одржан састанак чланова Удружења за развој бихевиоралне терапије. Место састанка био је хотел Хилтон. Био је то први икада одржан национални конгрес научне организације на који су били позвани стручњаци који су отворено признали своју хомосексуалност.
Преко стотину активиста Савеза активиста хомосексуалаца демонстрирало је испред хотела јер су сазнали да ће на конвенцији бити представљени радови о лечењу хомосексуалаца. Мала група демонстраната успела је провалити у Хилтон, у коме су геј активисти у конференцијској сали преузели контролу над састанком, у време када је психолог Richard Quinn држао предавање о употреби електричне енергије за лечење хомосексуалности. Ту је био и Robert Spitzer, члан Одбора за именовање Америчког удружења психијатара, који је одлучио да позове активисте да се појаве пред његовим одбором и на конвенцији Друштва. Прихватање позива размотриле су власти Савеза геј активиста, и одлучиле да, иако ће послати своје представнике на разговор са лекарима, сваки од њих треба да се представи појединачно. На овај начин, организација је хтела да избегне сумње у сарадњу са психијатрима, за које је тада сматрала да су непријатељи. Рон Голд је именован за председавајућег делегације.

### Догађаји у периоду од 1973. до 1974.

#### Састанак Одбора за номенклатуру АПА са геј активистима
Дана 8. фебруара 1973. године, Комитет за номенклатуру Америчког психијатријског удружења састао се са одбором од седам геј активиста које је послала Геј активистичка алијанса. Место састанка био је Институт за психијатрију Универзитета Цолумбиа у Њујорку  . Из политичких разлога, активисти су порицали да представљају хомосексуалну организацију. Њихов примарни циљ био је уклањање хомосексуалности из ДСМ класификације. Такође су хтели да покушај промене сексуалне оријентације учини неприхватљивим, чак и ако је то пацијент тражио. Намјера им је била и да се лише утицаја моралаза дијагнозу незаконитог сексуалног понашања. Рачунали су на чињеницу да ће, када морал више не буде играо никакву улогу, све варијанте сексуалности постати прихваћене. Рон Голд, председник одбора активиста, залагао се за одбацивање ДСМ -а у целости, али није добио подршку других активиста. Неки од њих су хтели да се уклоне све сексуалне дисфункције, осим педофилије. Активисти су се бојали да би постављање таквог захтева у то време могло закомпликовати уклањање хомосексуалности из класификације. Тако су се међусобно договорили да ограниче свој аргумент на уклањање саме хомосексуалности. Цхарлес Силверстеин, геј активиста, психолог по образовању, представио је Одбору за номенклатуру изјаве које подржавају брисање хомосексуалности из ДСМ-а, а које су написали геј-пријатељски научници, и цитирали истраживање (укључујући Хоокер-ову студију из 1957.) које је имало за циљ да докаже нормалност хомосексуалности. Једну од цитираних изјава написао је Варделл Померои, коаутор Кинсеи Репортс. Силверстеин је тврдио да је хомосексуалност класификована на моралним, а не на научним основама. Он је такође представио писмо Сигмунда Фројда мајци хомосексуалца, у којем је Фројдизјавио да хомосексуалност није болест. Психијатри су били импресионирани његовим говором. Пошто ниједан члан Одбора за номенклатуру АПА није био стручњак за хомосексуалност, постојало је значајно интересовање за податке које је изнео Силверстеин  .

#### Још једно обавештење о промени ДСМ
Дана 9. фебруара, у интервјуу за The New York Times, председник Комитета за именовање Америчког психијатријског удружења, Хенри Брилл, објавио је да се нада да ће у року од неколико месеци издати саопштење о правом смеру промене приступа хомосексуалност. Као одговор на његове речи, психијатри Цхарлес Соцаридес и Ирвинг Биебер основали су Ад-хоц одбор против уклањања хомосексуалности из ДСМ-ИИ  .
У марту је Савет Друштва за психоаналитичку медицину, предвођен Соцаридесом и Биебером, усвојио резолуцију против уклањања хомосексуалности из ДСМ -а  . Институт за психоанализу је такође обавестио АПА да је Управни одбор Института једногласно усвојио идентичну резолуцију. У пролеће је Извршно веће Америчког психоаналитичког удружења на 60. конвенцији позвало на прекид свих напора да се хомосексуалност уклони из ДСМ -а, сугеришући да је „потребно више времена за корисно проучавање и размишљање“  .

#### АПА конвенција у Хонолулу
У мају 1973. године у Хонолулу је одржан састанак Америчког психијатријског удружења на коме је одржан симпозијум о присуству хомосексуалности у ДСМ -у. У дискусији је учествовало шест психијатара - Роберт Столлер, Јудд Мармор, Ирвинг Биебер, Цхарлес Соцаридес, Рицхард Греен и Роберт Спитзери један геј активиста - Рон Голд. Три психијатра - Столлер, Мармор и Греен били су за уклањање хомосексуалности из класификације менталних поремећаја, а два - Биебер и Соцаридес - за остављање у ДСМ -у. Спитзер, који је организовао и водио симпозијум, није заузео јасан став током њега. Једна веб страница је тврдила да је хомосексуално понашање прихваћено у многим културама, да је примећено код животиња (анализа Форда и Бича из 1951.), да хомосексуалност није повезана са психопатологијома друга страна је представила истраживање које доказује да је хомосексуалност поремећај. Голд је критиковао психијатрију, оптужујући је да је основа система угњетавања хомосексуалних особа, а теорију да је хомосексуалност болест назива "низом лажи". Према Столеру, не само да је дијагноза хомосексуалности била неодржива, већ и већина других психијатријских дијагноза. По његовом мишљењу, читавом систему је била потребна радикална поправка  .
Роберт Спитзер је коначно убедјен да уклони хомосексуалност из класификације тако што се састао са групом хомосексуалних психијатара (Гаи-ПА). На његово место, он је предложио нову дијагнозу - поремећај сексуалне оријентације, који је требало да третира хомосексуалност као поремећај само када особа осети анксиозност, унутрашњи сукоб или жели да промени своју сексуалну оријентацију. Према његовим речима, хомосексуалност сама по себи није задовољавала критеријуме да се третира као ментални поремећај, односно није нанијела субјективну патњу многим хомосексуалцима, нити је битно нарушила њихово функционирање у друштву. Спитзер је предвидео да ће „групе хомосексуалних активиста без сумње тврдити да је психијатрија коначно учинила хомосексуалност нормалном као и хетеросексуалност. Они ће погрешити. " Његов предлог је требало да буде компромис између ставова обе стране спора  . Осим тога, Спитзер и Рон Голд написали су приједлог резолуције о грађанским правима хомосексуалаца. Одбор за номенклатуру дао је једногласну подршку овом пројекту, али не и депатологизацију хомосексуалности  .

#### Оснивање Института за људски идентитет
Дана 1. јуна хомосексуални терапеути отворили су Институт за људски идентитет за хомосексуалне пацијенте. Геј психолози и социјални радници почели су да се појављују у штампи, на радију и телевизији расправљајући са психијатрима. Они су представљали друштвени покрет и медији су то хтели да прикажу  .

#### Одлука Одбора за номенклатуру АПА
Крајем јуна, Хенри Брилл је у писму Валтеру Бартону, медицинском директору АПА -е, извијестио да је Одбор за номенклатуру АПА -е "потпуно подијељен" око брисања хомосексуалности из класификације менталних поремећаја - неки психијатри су против, један до два члана подржавају брзо уклањање, а остало је неодлучна. Председавајући Одбора за номенклатуру изразио је своје мишљење у писму: „У друштвеном смислу, изгледа да постоје јаки аргументи у прилог уклањању хомосексуалности из уџбеника, али са медицинског и психијатријског становишта ствар никако није очигледна . " Брилл је такође предложио спровођење анкете на слојевитом узорку чланова Америчког удружења психијатара. Власти Друштва су одбиле његов предлог. Русселл Монрое, председник Савета за Истраживање и развој описали су то као "смешно", наводећи да се номенклатура не може разрадити гласањем. На крају, Комитет за номенклатуру није подржао предлог Роберта Спитзер -а да се хомосексуалност уклони из ДСМ -а. Спитзер је одлучио да ријеши случај слањем свог захтјева Вијећу Монрое на мишљење .

#### Одлуке Савета за истраживање и развој, Генералне скупштине и Референтног одбора АПА
У октобру 1973. одржан је састанак Већа за истраживање и развој Америчког удружења психијатара. Непосредно пре састанка, савет је примио писмо од геј активисте Рона Голда. Он је изразио забринутост због предложене нове дијагностичке категорије (поремећај сексуалне оријентације). Није му се свидело што је нова дијагноза ограничена само на хомосексуалце, јер се по његовом мишљењу, хетеросексуалне особе такође могу осећати лоше због своје сексуалне оријентације, и желе да је промене. Он је такође критиковао Спитзер-ов предлог да није признао хомосексуалност као нормалну варијанту људске сексуалности.
За неке чланове савета покушај притиска био је научно неприхватљива ситуација. Неки од њих су мислили да су Роберт Спизер и његове присталице у Одбору за номенклатуру толико брзо решили питање хомосексуалности да су више пута кршили устаљене процедуре за решавање таквих питања.
Након расправе, чланови савета су одлучили да се одлука убрза, јер је патологизација хомосексуалности постала извор патње за хомосексуалне особе. На крају, веће је размотрило Спитзер-ов захтев за уклањање хомосексуалности из уџбеника ДСМ -а и једногласно је изгласало његово усвајање.
У новембру су и Генерална скупштина и Референтни одбор АПА, уз противљење неких психијатара, већином гласова подржали предлог Роберта Спитзера .

#### Одлука Одбора АПА
Дана 15. децембра 1973. године, Одбор Америчког психијатријског удружења гласао је (13 за, 0 против, 2 уздржана) да се хомосексуалност уклони из ДСМ -а и замени поремећајем сексуалне оријентације, али је прописао да то не значи да је хомосексуалност „ нормална или вредна колико и хетеросексуалност“.
Званичници друштва очекивали су да ће геј активисти погрешно протумачити њихову одлуку: „Несумњиво, групе хомосексуалних активиста ће тврдити да је психијатрија коначно препознала хомосексуалност као нормалну, попут хетеросексуалности. али они ће погрешити.
Одбор је такође гласао (уз један уздржан глас) за резолуцију која подржава грађанска права хомосексуалаца. У резолуцији се наводи да „хомосексуалност сама по себи не омета просуђивање, стабилност, кредибилитет и способности“ и позива се на декриминализацију хомосексуалних контаката и престанак дискриминације хомосексуалаца у областима као што су запошљавање, здравствене и друге услуге, становање и издавање дозвола.
Истог дана одржана је конференција за новинаре АПА којој су присуствовали активисти из хомосексуалних организација. Алфред Фридман, председник АПА, нагласио је ограничен научни значај одлуке о депатологизацији хомосексуалности, аи истовремено нагласио њен велики друштвени значај  . Новине широм земље извештавале су овом инциденту, па су једне од њих објавиле: „Хомосексуалци су тренутно излечени“ .

#### Референдум
Психијатри, незадовољни одлукама Одбора, затражили су референдум међу члановима Америчког удружења психијатара. Дана16. децембра, на годишњој конвенцији Америчког психоаналитичког удружења у Њујорку, прикупљено је преко 200 потписа на петицији за његову организацију. Charles Socarides, иницијатор референдума, бранио га је као "чудесно демократски и важан инструмент". Irving Bieber, који се прогласио противником демократског одлучивања о научним питањима, ускратио је потребу за организовањем референдума на основу тога што је Одбор прекршио научне стандарде гласањем о уклањању хомосексуалности из ДСМ, јер ће гласање међу члановима АПА најмање одражавати научна сазнања широке групе психијатара. Челни људи АПА пристали су на референдум .
Руководство Америчког удружења психијатара покушало је да одбрани одлуку о уклањању хомосексуалности из уџбеника менталних поремећаја као научну. Socarides и Harold Voth, чланови ад хок одбора за уклањање хомосексуалности из ДСМ-2, написали су писмо свим психијатрима позивајући их да се успротиве одлуци Одбора, рекавши да је друштво под контролом геј активиста. Насупрот њима, Ron Gold и Robert Spitzer су написали писмо члановима Друштва тражећи од лекара да подрже одлуку Одбора. Њихово писмо потписали су многи истакнути психијатри, укључујући и председника Америчког удружења психијатара Алфреда Фридмана и тадашње кандидате за ту позицију. Када су Socarides и његове присталице сазнале да су писмо Ron-а Gold-а и Robert-а Spitzer-а финансирале геј организација, оптужили су руководство АПА за превару и затражили унутрашњу истрагу.
У априлу 1974. одржан је референдум на којем је учествовало преко 10.000 од приближно 17.000 чланова АПА, који су са:
- 58% (5.854) гласова подржали одлуку Управног одбора о уклањању хомосексуалности из ДСМ -а,
- док је 37.8% (3.810) гласало против .[13][17][18]

Лекари који су се противиле уклањању хомосексуалности из класификације менталних поремећаја тврдили су да су психијатри које је Одбор прихватио обично млађи и да имају мање клиничког искуства у поступању са хомосексуалним пацијентима и гласали су на основу питања грађанских права. Разлог за овакав резултат референдума била је и чињеница да су Управни одбор и његови савезници убедили већину психијатара са правом гласа да би даље стигматизовање хомосексуалних особа као ментално болесних штетило њиховој професији. Socarides је тврдио да је позитиван ефекат референдума то што је више лекара било свесно проблема хомосексуалности, па ће вероватно бити вероватније да ће га третирати уместо да га игноришу, као што је то био чест случај у прошлости. Психијатри, чак и они који су подржали одлуку Одбора, генерално су веровали да ће и они и њихове колеге моћи ефикасније да помогну хомосексуалцима којима је помоћ заиста потребна.
У јулу је објављено седмо издање уџбеника ДСМ -2 у којем је хомосексуалност замењена новом дијагностичком категоријом - поремећајем сексуалне оријентације.
У децембру 1974. године, Управни одбор АПА одобрио је коначни извештај ад хок комисије за испитивање тока референдума. У њему се Одбор успротивио и одржавању референдума и гласању Управног одбора о научним питањима. Он је такође изјавио да ни потписници писма Ron Gold и Robert Spitzer ни Socarides нису криви за неетичко понашање, признајући да "није паметно дистрибуирати копију писма без откривања извора његовог финансирања". Како би се избегли слични догађаји у будућности, Комитет је препоручио потпуну транспарентност докумената намењених утицају на чланове Друштва.